# Chrysocraspeda orgalea
Chrysocraspeda orgalea är en fjärilsart som beskrevs av Edward Meyrick 1897. Chrysocraspeda orgalea ingår i släktet Chrysocraspeda och familjen mätare. Inga underarter finns listade i Catalogue of Life.